# Gymnema longiretinaculatum
Gymnema longiretinaculatum là một loài thực vật có hoa trong họ La bố ma. Loài này được Tsiang mô tả khoa học đầu tiên năm 1941.